# Lokomotive-Pokal
Der Lokomotive-Pokal (russisch Кубок Локомотива; bis September 2011: Eröffnungspokal, russisch Кубок Открытия/Kubok Otkrytija) ist eine Eishockeytrophäe der Kontinentalen Hockey-Liga (KHL). Die Trophäe wird zwischen dem Vorjahresgewinner des Gagarin-Pokals und dem Vorjahresfinalisten zum Saisonauftakt ausgetragen und ist Bestandteil der regulären KHL-Saison. Der Gagarin-Pokal-Gewinner besitzt dabei Heimrecht.
Die erste Ausgabe des damaligen Kubok Otkrytija wurde von den beiden Finalisten der letzten Superliga-Spielzeit bestritten. In der Saison 2010/11 wurde der Vorjahresfinalist HK MWD Balaschicha, welcher nach der Spielzeit mit dem HK Dynamo Moskau fusionierte, durch dessen Nachfolgeverein OHK Dynamo ersetzt. Nachdem beim Flugzeugabsturz bei Jaroslawl nahezu der komplette Kader von Lokomotive Jaroslawl ums Leben gekommen war, entschied sich die KHL gemeinsam mit der Spielergewerkschaft, die Trophäe in Lokomotive-Pokal umzubenennen.

## Austragungen
| Saison  | Datum              | Vorjahresmeister       | Ergebnis  | Vorjahresfinalist        | Austragungsort                               |
| ------- | ------------------ | ---------------------- | --------- | ------------------------ | -------------------------------------------- |
| 2008/09 | 2. September 2008  | Salawat Julajew Ufa    | 4:1       | Lokomotive Jaroslawl     | Ufa-Arena, Ufa                               |
| 2009/10 | 10. September 2009 | Ak Bars Kasan          | 3:2 n. V. | Lokomotive Jaroslawl     | Tatneft-Arena, Kasan                         |
| 2010/11 | 8. September 2010  | Ak Bars Kasan          | 1:3       | OHK Dynamo               | Tatneft-Arena, Kasan                         |
| 2011/12 | 7. September 2011  | Salawat Julajew Ufa    | 1:0       | Atlant Mytischtschi      | Ufa-Arena, Ufa                               |
| 2011/12 | 12. September 2011 | Salawat Julajew Ufa    | 5:3       | Atlant Mytischtschi      | Ufa-Arena, Ufa                               |
| 2012/13 | 4. September 2012  | HK Dynamo Moskau       | 5:4 n. P. | HK Awangard Omsk         | Megasport Arena, Moskau                      |
| 2013/14 | 4. September 2013  | HK Dynamo Moskau       | 5:1       | HK Traktor Tscheljabinsk | Sportpalast Luschniki, Moskau                |
| 2014/15 | 3. September 2014  | Metallurg Magnitogorsk | 6:1       | HK Dynamo Moskau         | Arena Metallurg, Magnitogorsk                |
| 2015/16 | 24. August 2015    | SKA Sankt Petersburg   | 3:4 n. V. | HK ZSKA Moskau           | Eispalast Sankt Petersburg, Sankt Petersburg |
| 2016/17 | 22. August 2016    | Metallurg Magnitogorsk | 3:2       | HK ZSKA Moskau           | Arena Metallurg, Magnitogorsk                |
| 2017/18 | 21. August 2017    | SKA Sankt Petersburg   | 4:2       | HK ZSKA Moskau           | Eispalast Sankt Petersburg, Sankt Petersburg |
| 2018/19 | 1. September 2018  | Ak Bars Kasan          | 1:6       | SKA Sankt Petersburg     | Tatneft-Arena, Kasan                         |
| 2019/20 | 1. September 2019  | HK ZSKA Moskau         | 1:3       | HK Awangard Omsk         | ZSKA-Arena, Moskau                           |

1. ↑  Das Spiel wurde nach 12:13 gespielten Minuten im ersten Drittel aufgrund des Flugzeugabsturzes bei Jaroslawl zunächst unter- und später abgebrochen.
2. ↑  Aufgrund des Rückzugs der Mannschaft von HC Lev Prag wurde der Vorjahreshauptrundenerste HK Dynamo Moskau als Gegner gewählt.
3. ↑  Anstatt der Vorjahresfinalisten Ak Bars Kasan trat der Vorjahreshauptrundenerste HK ZSKA Moskau auf.